# Très insuffisant
Pour plus de détails, voir Fiche technique et Distribution.
Très insuffisant est un film français réalisé par Hervé Bérard et sorti en 1980.

## Synopsis
À la suite d'un banaI accrochage avec un de ses professeurs, Claire, élève de terminale, décide de ne plus travailler. De son côté, Laurence qui éprouve de plus en plus de difficultés à communiquer au sein de son milieu familial essaye de s'en détacher.
Quant à Isabelle, confrontée très tôt aux problèmes de son entrée dans la vie active, elle refuse à sa manière de se Iaisser par trop exploiter.
A travers les problèmes et les comportements quotidiens de ces trois adolescentes, "Très insuffisant" dénonce sans fioritures et sans précautions les avatars du système scolaire, de l'univers familial et du monde du travail, qu'elles rencontrent.
"Très insuffisant" se veut une chronique sensible et juste de la vie d'une partie de la jeunesse d'aujourd'hui, décrite de I'intérieur par un jeune réalisateur de vingt ans.

## Fiche technique
- Titre : Très insuffisant
- Réalisation : Hervé Bérard
- Scénario : Didier Bardin, Hervé Bérard et Michel Gomez
- Photographie : Jean-Michel Humeau et Henri Théron
- Son : Yves Zlotnicka
- Montage : Philippe Gosselet
- Musique : Madeline Bell, Menciclyd et Jean-Louis Molho
- Pays d'origine :  France
- Production : BCD Productions - Cinémaintenant
- Durée : 90 minutes
- Date de sortie : France - 16 janvier 1980

## Distribution
- Valérie Champetier : Claire
- Sarah Lévy : Laurence
- Pascale Dusses : Isabelle
- Hervé Bérard : l'ami d'Isabelle
- Jean-Michel Ausseil : l'ami de Laurence
- Jean-Pierre Binois : le frère de Laurence
- Pierre-Henri Deleau : le directeur du foyer
- Laure Duthilleul

## Sélection
- Festival de Cannes 1979 : sélection Perspectives du cinéma français[1]